# Cadorago

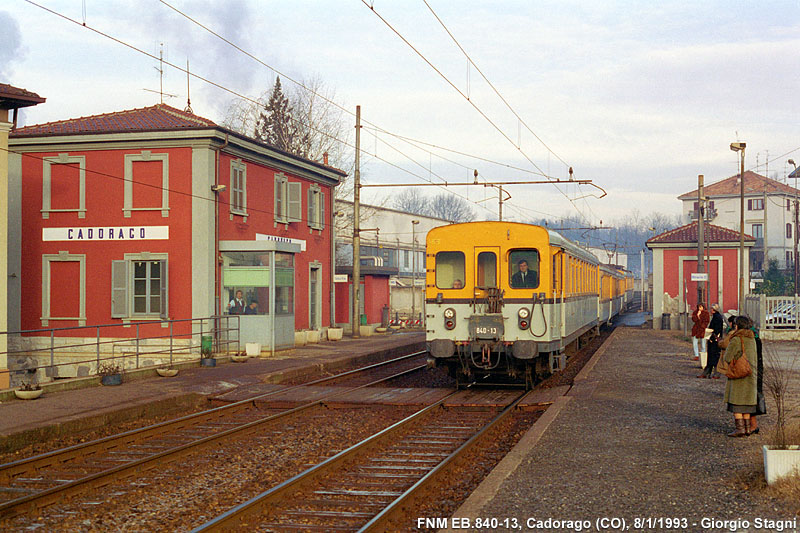
Bahnhof

Cadorago ist eine norditalienische Gemeinde (comune) mit 7952 Einwohnern (Stand 31. Dezember 2023) in der Provinz Como in der Lombardei.

## Geographie
Die Gemeinde liegt etwa 11 Kilometer südsüdwestlich von Como am Lura und dem dazugehörigen Parco del Lura.
Die Nachbargemeinden sind am Norden Fino Mornasco, am Osten Vertemate con Minoprio, am Süden Bregnano und Lomazzo, und am Westen Guanzate.

## Geschichte
Die Gemeinde wurde 1928 durch Gesetz aus den Gemeinden Bulgorello und Caslino al Piano geschaffen.

## Verkehr
Durch die Gemeinde führt die Autostrada A9 (Italien) (Mailand-Como). Ein Anschluss besteht jedoch nicht. Ein Bahnhof liegt an der Bahnstrecke Saronno–Como.

## Persönlichkeiten
- Silvio Benigno Crespi (1868–1944), Unternehmer und Politiker